# Martian Memorandum
Martian Memorandum är ett dystopiskt cyberpunk/noir-grafiskt äventyrsspel som släppte 1991 till MS-DOS. Den utvecklades och publicerades av Access Software. Spelet är det andra i Tex Murphy-serien; dess direkta uppföljare är Under a Killing Moon. Spelet utspelas 2039, flera år efter händelserna i Mean Streets.

## Handling
Tex Murphy anlitas av affärsmogulen Marshall Alexander, grundare av TerraForm Corporation, för att leta efter hans försvunna dotter Alexis. Som i förra spelet reser Tex till olika platser och förhör figurer som är inblandade med den försvunna personen som till exempel Alexis rumskamrat och Alexanders affärspartners. Förhören är menybaserade och dialoger öppnar upp olika destinations- och dialogval. Utredningen avslöjar för Tex att flickans försvinnande är anknutet till ett föremål i Alexanders ägo.
Alexis spår leder till planeten Mars, vars utnyttjande ägs av Alexanders företag. Tex tar reda på att Alexander egentligen var Collier Stanton, en forskare och upptäckare på Mars, ökänd för att ha dödat mutantkolonister för att få tag på "Oracle Stone" (svenska: "Orakelstenen"). Med stenen kunde Alaxander se in i framtiden och läsa andras tankar för att bygga sitt företagsimperium. Alexis goda vilja användes för att locka henne att stjäla stenen och ta med sig den till Mars, enbart för att lämna över den till Thomas Dangerfield, den ursprungliga upptäckaren av stenen.
Figuren Larry Hammond som medverkade i Mean Streets återvänder i spelet som ger spelaren information. Lowell Percival som introduceras i spelet medverkar även i Killing Moon, liksom Mac Malden medverkar både i Killing Moon och Pandora Directive.

## Speluplägg
Till skillnad från den mer experimentella Mean Streets, använder sig Martian Memorandum mer av genrestandarder inom peka-och-klicka äventyrsspel. Spelupplägget är baserad på förhör, samla in information som gör att man "låser upp" nya destinationer och val av utredning och nya förhörsval. En meny nedanför skärmen visar olika sätt att utreda. Olika föremål kan läggas i en inventory (samling) och kan sen användas i ett senare tillfälle. Det är första gången man använder dialogträd i serien. Under konversationer visas röster och små videoklipp, element som utökades i senare spel. Spelet är känt för digitalisering av människoröster och digital "video" av mänskliga skådespelare, spelbara även genom en PC:s interna högtalare.